# Валі (міфологія)
Ва́лі (давньоскан. Váli) – бог рослинності, відплати та помсти в германо-скандинавській міфології. Син Одіна і велетки Рінд, брат Тора, Бальдра і Відара. Уособлення швидкоплинності дня (він ріс так швидко, що повністю подорослішав за один день). Згідно з пророцтвом, Валі помстився Хьоду (сліпий бог темряви), за вбивство (яке підлаштував Локі) свого брата Бальдра, вистріливши зі свого сагайдака.

## Міф про Валі
|  | Ось, подивіться, месник Валі йде З заходу, народившись від Рінд Син Одіна істинний – один рік від роду. Нічого не затримає його на землі Ні кучері не розчесані, ні руки немиті Ні тіло відпочиле Не присяде він, Допоки не буде виконано місію – І за Бальдра, брата його, він не помститься. |

Валі – бог справедливості та відплати за всі провини, які скоювали як люди, так і боги. Про нього говорили мало, але саме його найбільше боялися злочинці.Також Валі - бог рослин. Він може наділити тих, кого полюбить, інтуїцією і проникливістю.
У цьому міфі Рінд – уособлення замерзлої землі, що не приймає тепла і ніжності Одіна – сонця, який порівнював її з весною, намагаючись обдарувати золотом літа. Лише після проливного дощу настає відлига. Переможена сонцем, земля припадає до його обіймів, таким чином звільнюючись від чарів (криги), які робили її холодною та черствою. Після цього народжується Валі (годувальник) або Боус (селянин), що народився у темній хатині, коли настали теплі дні. Помста за смерть Хьода – символічна. Вона уособлює народження нового світла після зимової темряви.

## Поклоніння
Валі, що належить до 12 вищих божеств, що займає престол у величезній залі Глядсгеймі, поділяє разом зі своїм батьком чертог Валаскьяльв. Згідно передбаченню, він переживе останню битву Рагнарьок та правитиме разом зі своїм братом Відаром на оновленій землі.
Валі - бог вічного світла, так само як Відар - уособлення невичерпної сили. Так як промені світла іноді називають стрілами, йому поклоняються як стрілку. З цієї причини в норвезькому календарі його місяць зображувався в формі лука, і цей місяць називався Ліосбері, або той, що приносить світло. Припадаючи на другу половину січня і першу половину лютого, ранні християни приписали цей місяць святому Валентину, який також був умілим стрільцем і так само, як Валі, був передвісником сонячних днів, пробуджуючи ніжні почуття і оберігаючи усіх закоханих.